# Bedlam (videogioco 1996)
Bedlam è un videogioco pubblicato nel 1996 per Mac OS, MS-DOS e Windows 95 e nel 1997 per PlayStation dalla GT Interactive.
È uno sparatutto con visuale isometrica a scorrimento. Il giocatore ha il controllo di una squadra composta da robot, in numero da uno a tre, pesantemente armati, su scenari urbani in gran parte distruttibili.